# Hexakisikosaeder

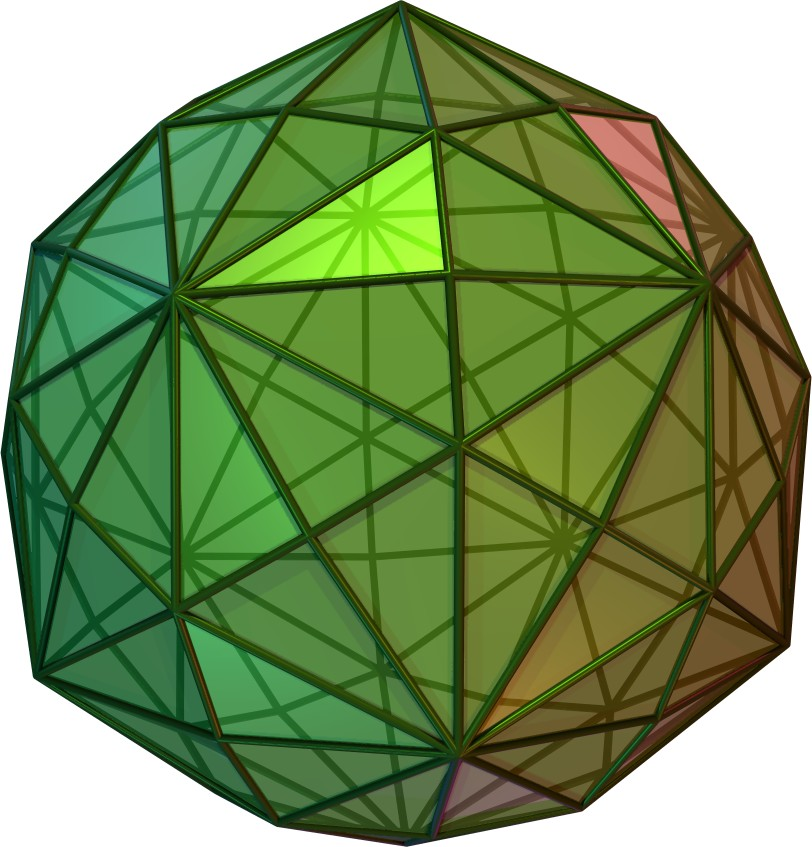
3D-Ansicht eines Hexakisikosaeders (Animation)

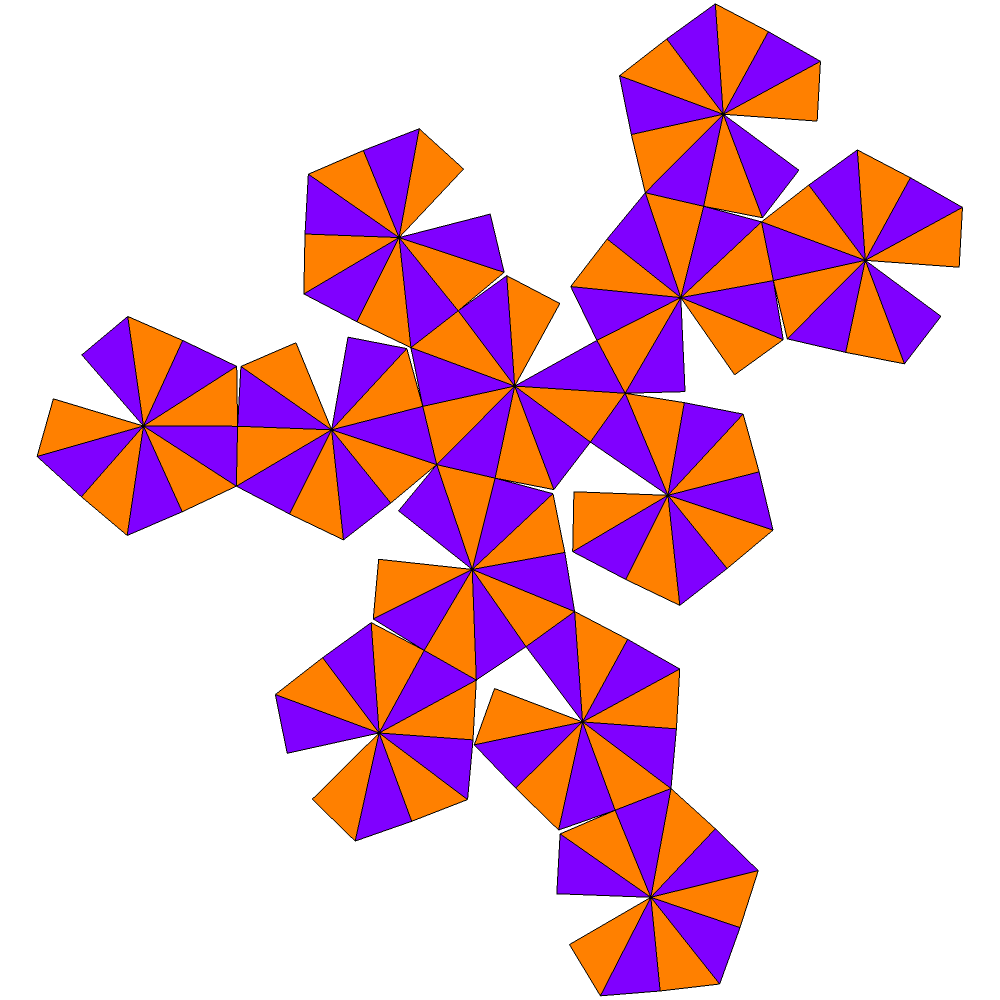
Netz des Hexakisikosaeders

Das Hexakisikosaeder (aus griechisch ἑξάκις hexakis „sechsmal“ und Ikosaeder „Zwanzigflächner“) oder Disdyakistriakontaeder (griechisch δίς dis „zweimal“, δυάκις dyakis „zweimal“ und Triakontaeder „Dreißigflächner“) ist ein konvexes Polyeder, das sich aus 120 unregelmäßigen Dreiecken zusammensetzt und zu den Catalanischen Körpern zählt. Es ist dual zum Ikosidodekaederstumpf und hat 62 Ecken sowie 180 Kanten.

## Entstehung

### Rhombentriakontaeder als Basis
Werden auf die 30 Begrenzungsflächen eines Rhombentriakontaeders (Kantenlänge {\displaystyle a}) Pyramiden mit den Flankenlängen {\displaystyle b} und {\displaystyle c\,(<b)} aufgesetzt, entsteht ein Hexakisikosaeder, sofern folgende Bedingung erfüllt ist:
{\displaystyle {\frac {a}{10}}{\sqrt {50+10{\sqrt {5}}}}\,<b<\,{\frac {a}{10}}{\sqrt {70+2{\sqrt {5}}}}}
- Für den zuvor genannten minimalen Wert von {\displaystyle b} haben die aufgesetzten Pyramiden die Höhe 0, sodass lediglich das Rhombentriakontaeder mit der Kantenlänge {\displaystyle a} übrig bleibt.
- Das spezielle Hexakisikosaeder mit gleichen Flächenwinkeln an den Kanten {\displaystyle a} und {\displaystyle b} entsteht, wenn {\displaystyle b={\frac {a}{2}}\,(3{\sqrt {5}}-5)\approx 0{,}854102\cdot a} ist.
- Nimmt b den zuvor genannten maximalen Wert an, entartet das Hexakisikosaeder zu einem Deltoidalhexakontaeder mit den Kantenlängen {\displaystyle a} und {\displaystyle b}.
- Überschreitet {\displaystyle b} den maximalen Wert, so ist das Polyeder nicht mehr konvex.

### Ikosidodekaederstumpf als Basis

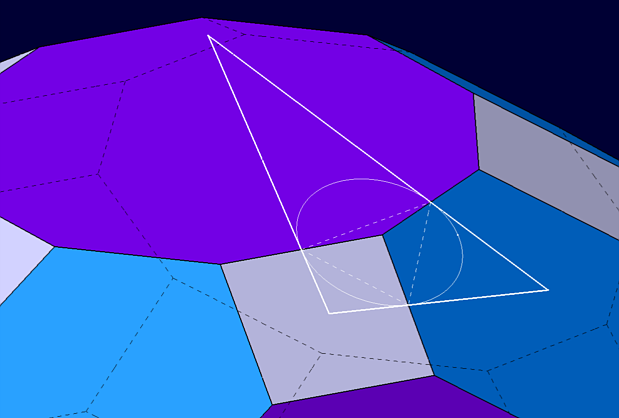
Konstruktion des Dreiecks am Ikosidodekaederstumpf

Durch Verbinden der Mittelpunkte dreier Kanten, die in jeder Raumecke des abgestumpften Ikosidodekaeders zusammenstoßen, entsteht ein Dreieck, dessen Umkreis gleichzeitig Inkreis des Dreiecks, der Begrenzungsfläche des Hexakisikosaeders, ist. Bei diesem speziellen Typ sind alle Flächenwinkel gleich groß (≈ 165°), und es existiert ein einheitlicher Kantenkugelradius.
Sei {\displaystyle d} die Kantenlänge des Ikosidodekaederstumpfs, so sind die resultierenden Seitenlängen des Dreiecks gegeben durch
{\displaystyle a={\frac {2}{5}}\,d\,{\sqrt {15\,(5-{\sqrt {5}})}}}
{\displaystyle b={\frac {3}{55}}\,d\,{\sqrt {15\,(65+19{\sqrt {5}})}}}
{\displaystyle c={\frac {d}{11}}\,{\sqrt {15\,(85-31{\sqrt {5}})}}}

## Formeln
Im Folgenden bezeichne {\displaystyle a} die jeweils längste Kante des Hexakisikosaeders ({\displaystyle a>b>c}).

### Regulär
Basis ist das abgestumpfte Ikosidodekaeder (dualer archimedischer Körper).
| Größen eines Hexakisikosaeders mit Kantenlänge a | Größen eines Hexakisikosaeders mit Kantenlänge a                                                                                   |
| ------------------------------------------------ | --- |
| Volumen                                          | {\displaystyle V={\frac {25}{88}}a^{3}\,{\sqrt {6\,(185+82{\sqrt {5}})}}}                                                          |
| Oberflächeninhalt                                | {\displaystyle A_{O}={\frac {15}{44}}a^{2}\,{\sqrt {10\,(417+107{\sqrt {5}})}}}                                                    |
| Inkugelradius                                    | {\displaystyle \rho ={\frac {a}{4}}\,{\sqrt {\frac {15\,(275+119{\sqrt {5}})}{241}}}}                                              |
| Kantenkugelradius                                | {\displaystyle r={\frac {a}{8}}\,(5+3{\sqrt {5}})}                                                                                 |
| Flächenwinkel ≈ 164° 53′ 16″                     | {\displaystyle \cos \,\alpha =-{\frac {1}{241}}\,(179+24{\sqrt {5}})}                                                              |
| Sphärizität ≈ 0,98572                            | {\displaystyle \Psi ={\frac {2\,{\sqrt[{3}]{55\,\pi \left(185+82{\sqrt {5}}\right)}}}{\sqrt {10\left(417+107{\sqrt {5}}\right)}}}} |

| Größen des Dreiecks     | Größen des Dreiecks                                                        |
| ----------------------- | -------------------------------------------------------------------------- |
| Flächeninhalt           | {\displaystyle A={\frac {a^{2}}{352}}\,{\sqrt {10\,(417+107{\sqrt {5}})}}} |
| 2. Seitenlänge          | {\displaystyle b={\frac {3}{22}}\,a\,(4+{\sqrt {5}})}                      |
| 3. Seitenlänge          | {\displaystyle c={\frac {5}{44}}\,a\,(7-{\sqrt {5}})}                      |
| 1. Winkel ≈ 88° 59′ 30″ | {\displaystyle \cos \,\alpha ={\frac {1}{30}}\,(5-2{\sqrt {5}})}           |
| 2. Winkel ≈ 58° 14′ 17″ | {\displaystyle \cos \,\beta ={\frac {1}{20}}\,(15-2{\sqrt {5}})}           |
| 3. Winkel ≈ 32° 46′ 13″ | {\displaystyle \cos \,\gamma ={\frac {1}{24}}\,(9+5{\sqrt {5}})}           |

### Rhombisch
Basis ist das Rhombentriakontaeder (Kantenlänge {\displaystyle a}).

#### Allgemein
| Größen eines Hexakisikosaeders mit Kantenlängen a, b | Größen eines Hexakisikosaeders mit Kantenlängen a, b |
| ---------------------------------------------------- | --- |
| Volumen                                              | {\displaystyle V=2a^{2}\left(2a{\sqrt {5+2{\sqrt {5}}}}+{\sqrt {20b^{2}-2a^{2}(5+{\sqrt {5}}}})\right)}                                                             |
| Oberflächeninhalt                                    | {\displaystyle A_{O}=60a\,{\sqrt {\frac {10b^{2}-a^{2}(3+{\sqrt {5}})}{10}}}}                                                                                       |
| Pyramidenhöhe                                        | {\displaystyle k={\sqrt {\frac {10b^{2}-a^{2}(5+{\sqrt {5}})}{10}}}}                                                                                                |
| Inkugelradius                                        | {\displaystyle \rho ={\frac {a\left(a{\sqrt {50+20{\sqrt {5}}}}+{\sqrt {50b^{2}-5a^{2}(5+{\sqrt {5}}}})\right)}{5{\sqrt {10b^{2}-a^{2}(3+{\sqrt {5}})}}}}}          |
| Flächenwinkel (über Kante a)                         | {\displaystyle \cos \,\alpha _{1}={\frac {5b^{2}(1+{\sqrt {5}})-2a^{2}(3+2{\sqrt {5}})-2a{\sqrt {10b^{2}(5-{\sqrt {5}})-20a^{2}}}}{20b^{2}-2a^{2}(3+{\sqrt {5}})}}} |
| Flächenwinkel (über Kante b)                         | {\displaystyle \cos \,\alpha _{2}={\frac {2b^{2}{\sqrt {5}}-a^{2}(3+{\sqrt {5}})}{10b^{2}-a^{2}(3+{\sqrt {5}})}}}                                                   |
| Flächenwinkel (über Kante c)                         | {\displaystyle \cos \,\alpha _{3}={\frac {a^{2}(1-{\sqrt {5}})+2b^{2}{\sqrt {5}}}{a^{2}(3+{\sqrt {5}})-10b^{2}}}}                                                   |

| Größen des Dreiecks | Größen des Dreiecks |
| ------------------- | --- |
| Flächeninhalt       | {\displaystyle A={\frac {a}{2}}\,{\sqrt {\frac {10b^{2}-a^{2}(3+{\sqrt {5}})}{10}}}}                                     |
| 3. Kantenlänge      | {\displaystyle c={\sqrt {\frac {5b^{2}-a^{2}{\sqrt {5}}}{5}}}}                                                           |
| 1. Winkel           | {\displaystyle \sin \,\alpha ={\frac {a}{b}}\,{\sqrt {\frac {10b^{2}-a^{2}(3+{\sqrt {5}})}{10b^{2}-2a^{2}{\sqrt {5}}}}}} |
| 2. Winkel           | {\displaystyle \sin \,\beta ={\sqrt {\frac {10b^{2}-a^{2}(3+{\sqrt {5}})}{10b^{2}-2a^{2}{\sqrt {5}}}}}}                  |
| 3. Winkel           | {\displaystyle \sin \,\gamma ={\frac {1}{b}}\,{\sqrt {\frac {10b^{2}-a^{2}(3+{\sqrt {5}})}{10}}}}                        |

#### Speziell
| Größen eines Hexakisikosaeders mit Kantenlänge a | Größen eines Hexakisikosaeders mit Kantenlänge a                           |
| ------------------------------------------------ | -------------------------------------------------------------------------- |
| Volumen                                          | {\displaystyle V=8a^{3}{\sqrt {25-10{\sqrt {5}}}}}                         |
| Oberflächeninhalt                                | {\displaystyle A_{O}=120a^{2}\,{\sqrt {\frac {43-19{\sqrt {5}}}{10}}}}     |
| Inkugelradius                                    | {\displaystyle \rho =a\,{\sqrt {\frac {25+9{\sqrt {5}}}{22}}}}             |
| Flächenwinkel (ü. Kanten a, b) ≈ 163° 27′ 53″    | {\displaystyle \cos \,\alpha _{1,\,2}=-{\frac {1}{44}}\,(31+5{\sqrt {5}})} |
| Flächenwinkel (ü. Kante c) ≈ 169° 48′ 9″         | {\displaystyle \cos \,\alpha _{3}=-{\frac {1}{22}}\,(6+7{\sqrt {5}})}      |

| Größen des Dreiecks     | Größen des Dreiecks                                                                |
| ----------------------- | ---------------------------------------------------------------------------------- |
| Flächeninhalt           | {\displaystyle A=a^{2}\,{\sqrt {\frac {43-19{\sqrt {5}}}{10}}}}                    |
| 2. Seitenlänge          | {\displaystyle b={\frac {a}{2}}\,(3{\sqrt {5}}-5)}                                 |
| 3. Seitenlänge          | {\displaystyle c=a\,{\sqrt {\frac {175-77{\sqrt {5}}}{10}}}}                       |
| 1. Winkel ≈ 89° 15′ 26″ | {\displaystyle \sin \,\alpha ={\frac {1}{5}}{\sqrt {\frac {90+38{\sqrt {5}}}{7}}}} |
| 2. Winkel ≈ 58° 39′ 10″ | {\displaystyle \sin \,\beta ={\sqrt {\frac {30-2{\sqrt {5}}}{35}}}}                |
| 3. Winkel ≈ 32° 5′ 24″  | {\displaystyle \sin \,\gamma ={\frac {2}{5}}{\sqrt {4-{\sqrt {5}}}}}               |